# Cuvergnon
Cuvergnon település Franciaországban, Oise megyében. Lakosainak száma 315 fő (2022. január 1.). Cuvergnon Coyolles, Antilly, Bargny, Ivors és Thury-en-Valois községekkel határos.

## Népesség
A település népességének változása:
| Lakosok száma | 304  | 292  | 290  | 291  | 294  | 297  | 300  | 304  | 315  |
|               | 2013 | 2015 | 2016 | 2017 | 2018 | 2019 | 2020 | 2021 | 2022 |